# Хосе Сальвадор Альваренга
Хосе Сальвадор Альваренга (ісп. [xoˈse salβaˈðoɾ alβaˈɾeŋɡa]; народився бл. 1975) — сальвадорський рибалка та письменник, якого знайшли 30 січня 2014 року у віці 36 або 37 років на Маршаллових островах після 14 місяців дрейфу на рибальському човні в Тихому океані, починаючи з 17 листопада 2012 року. Він вижив переважно завдяки дієті з сирої риби, черепах, дрібних птахів, акул і дощової води. 30 січня він підплив до острівця Тайл, невеликого острова, який є частиною атола Ебон. Двоє місцевих жителів, Емі Лібокмето та Рассел Лайкідрік, знайшли його голим, він стискав ніж і кричав іспанською. Він проходив лікування в лікарні в Маджуро перед тим, як 10 лютого вилетів до рідного дому в Сальвадорі.
Історія Альваренги отримала широкий резонанс у всьому світі, незважаючи на початкову критику з боку скептиків. Він є першою людиною в історії, яка вижила в маленькому човні, загубленому в морі більш як рік.